# أليكس براون (لاعب كرة قدم أمريكية)
أليكس براون (بالإنجليزية: Alex Brown) (و. 1979  م) هو لاعب كرة قدم أمريكية أمريكي، ولد في جاسبر، فلوريدا، مركز لعبه هو طرف دفاعي ‏.

## التعليم
تعلم في Hamilton County High School ‏
.

## روابط خارجية
- أليكس براون على موقع مرجع كرة القدم المحترفة.كوم (الإنجليزية)